# Roche à Gentil
La Roche à Gentil est un menhir probable situé à Itteville dans le département français de l'Essonne.

## Description
La pierre, en grès de Fontainebleau, est restée longtemps pratiquement couchée au sol avec une très forte inclinaison. D'après E. Delessard, elle mesure 3,80 m de long sur 1,65 m de large. Paul de Mortillet a contesté sa nature mégalithique y voyant un bloc naturel mais son isolement total, loin de tout affleurement ou chaos naturel, laisse planer le doute. La pierre a été redressée en 1992 à l'initiative de la commune mais sans aucune fouille préventive, ce qui aurait éventuellement permis de déterminer s'il s'agissait d'un mégalithe authentique.